# Кисва
Кисва, кисвах, кисуах (араб. كسوة‎) — традиционное покрывало Каабы из чёрного шелка с узором золотыми нитями, закрывающее стены Каабы. Меняется один раз в год 9/10 числа 12-го исламского месяца Зу-ль-хиджа — месяца хаджа. Длина полотна составляет 41 метр. В верхней части полотна, в ширину 95 см и в длину 47 метров.
Кисва сшивается из восьми кусков шелковой с хлопком материи чёрного цвета. Верхняя часть кисвы украшена золотым шитьем, воспроизводящим аят Корана 3:96.

 Воистину, первым домом, который был воздвигнут для людей, является тот, который находится в Бекке (Мекке). Он был воздвигнут как благословение и руководство для миров. 

Оригинальный текст (ар.)إِنَّ أَوَّلَ بَيْتٍ وُضِعَ لِلنَّاسِ لَلَّذِي بِبَكَّةَ مُبَارَكًا وَهُدًى لِلْعَالَمِينَ—  3:96 (Кулиев)

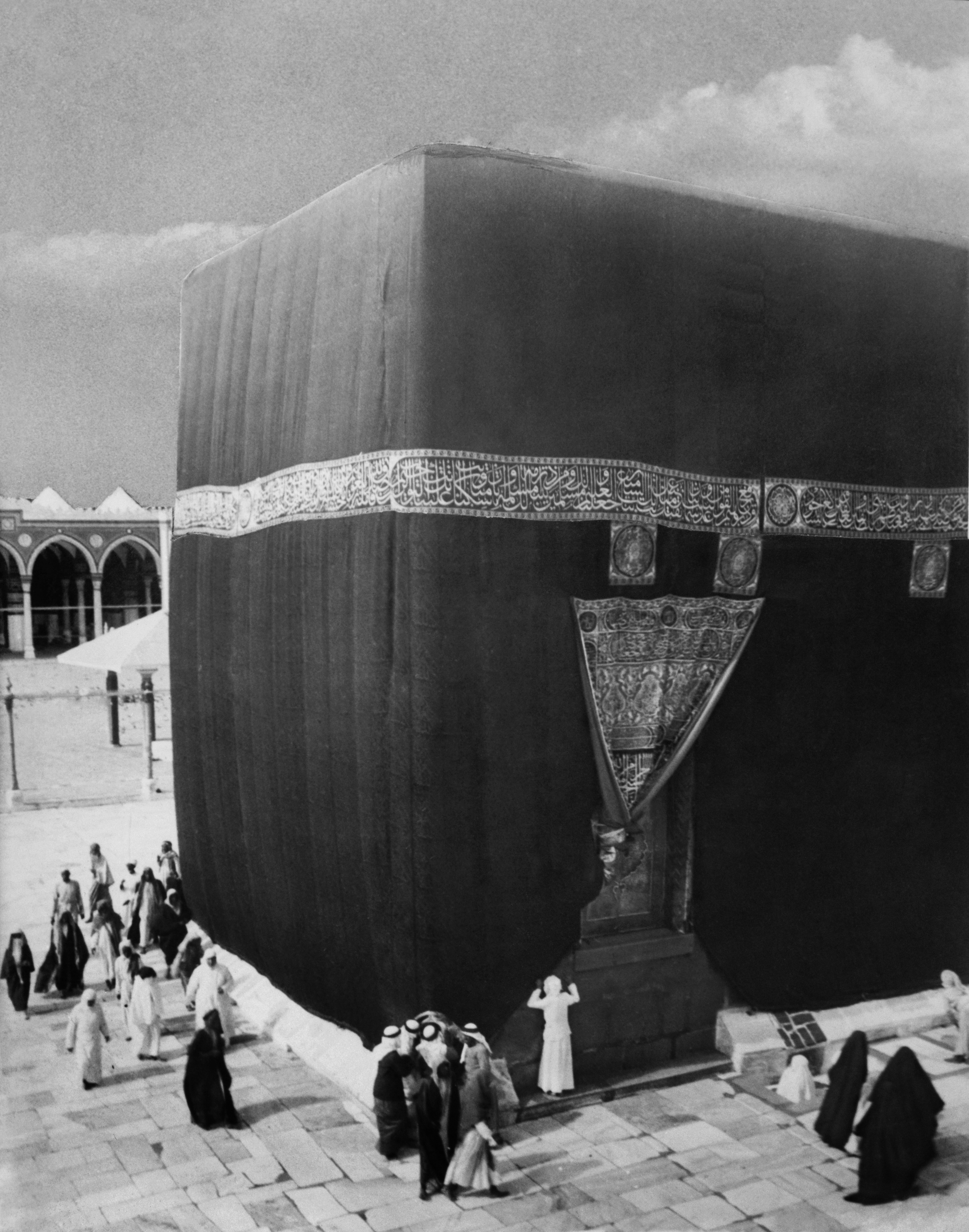
Кисва 1910 года. Мекка, Османская империя.

Помимо аята 3:96 на кисве вышиты ещё семь сур Корана (3, 9, 18, 19, 20, 39, 67). Также на полотне Каабы присутствует специальное покрывало (бурка) для двери в Каабу, сотканное также из шелка и на котором также вышиты аяты из Корана. На шитьё одной кисвы уходит 670 кг шёлка и 150 кг золота и серебра.

## История
Согласно преданию, доисламский обычай закрывать Каабу возводится преданием к химьяритскому царю Асаду аль-Камилу. При пророке Мухаммаде кисва изготовлялась в Йемене, однако уже при халифе Умаре I кисву стали изготовлять в Египте. При халифе аль-Мамуне кисва менялась три раза в год, аль-Мутаваккиль посылал новую кисву через каждые два месяца. В течение нескольких столетий до 1927 года покрывало для Каабы присылали в Мекку из Египта, однако затем указом первого саудовского короля Абд аль-Азиза ибн Сауда была основана особая ткацкая фабрика для изготовления покрывала Каабы. На фабрике трудятся около 200 ткачей, среди которых только мужчины. Эта фабрика изготавливает два покрывала в год, одно из которых является запасным. Старую кисву снимают, и она поступает в распоряжение хранителей Каабы и шарифа Мекки.